# Divertical
Divertical – stalowa wodna kolejka górska (ang. water coaster), zbudowana w parku rozrywki Mirabilandia we Włoszech przez firmę Intamin. Przy spadku z wysokości 50 m i prędkości 95 km/h jest najwyższą wodną kolejką górską na świecie ex aequo z kolejką Speed w parku Energylandia w Polsce.
Oddana została do użytku 16 czerwca 2012. W przeciwieństwie do typowych kolejek, pojedyncze wagony-łodzie kolejki nie są wciągane na pierwsze wzniesienie za pomocą łańcucha, lecz wjeżdżają na jego szczyt przy pomocy pionowej windy, której konstrukcja zintegrowana jest z podporami głównego wzniesienia.

## Opis przejazdu
Łódź opuszcza stację, po czym pokonuje powoli tor prowadzący do windy, składający się z kilku łagodnych łuków. Po unieruchomieniu na platformie windy, pociąg zostaje wciągnięty w szybkim tempie na szczyt pierwszego wzniesienia o wysokości 50 metrów. Następnie łódź zjeżdża ze wzniesienia po pochylonym pod kątem 45° torze w kierunku zbiornika wodnego, gdzie styka się krótko z wodą, po czym wjeżdża na drugie, niższe, wzniesienie o wysokości 25 metrów, wykonuje skręt w lewo o 180°, pokonuje hamulce sekcyjne (MCBR), zjeżdża prawoskrętną spiralą w prawo i znów wpada do zbiornika z wodą generując efektowny rozbryzg wody, następnie wraca na stację.

## Tematyzacja
Kolejka posiada futurystyczny budynek stacji, a łodzie stylizowane są na wyścigowe motorówki.